# Пыльная мгла

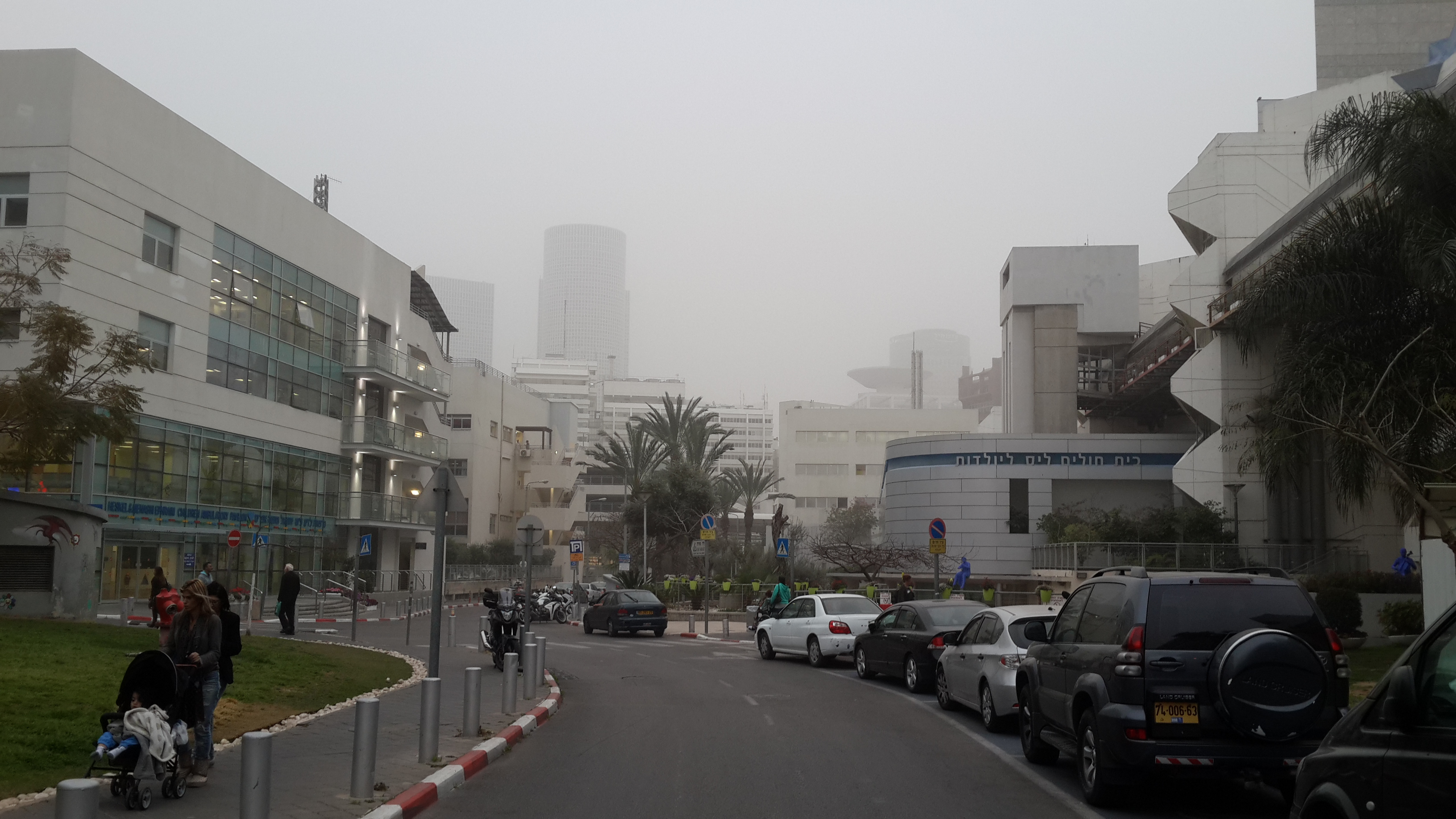
Пыльная мгла в Тель-Авиве 2 марта 2014.

Пыльная мгла — атмосферное явление, сплошное более-менее однородное помутнение атмосферы с горизонтальной дальностью видимости на уровне 2 м от 1 до 9 км (иногда видимость снижается до нескольких сотен и даже до нескольких десятков метров) за счёт взвешенной в воздухе пыли и частиц почвы.
Синоним: пыль, взвешенная в воздухе.
Может наблюдаться перед пыльной бурей или после неё (при ослаблении ветра), а также при отдалённой пыльной буре, когда поднятые в воздух пылинки переносятся ветром на большое расстояние. При этом в видимой окрестности нет признаков подъёма пыли ветром с поверхности земли. В зависимости от цвета почвы в данном регионе, отдалённые предметы приобретают сероватый, желтоватый или красноватый оттенок.
Не следует путать пыльную мглу с пыльной бурей.